# Malířský stojan

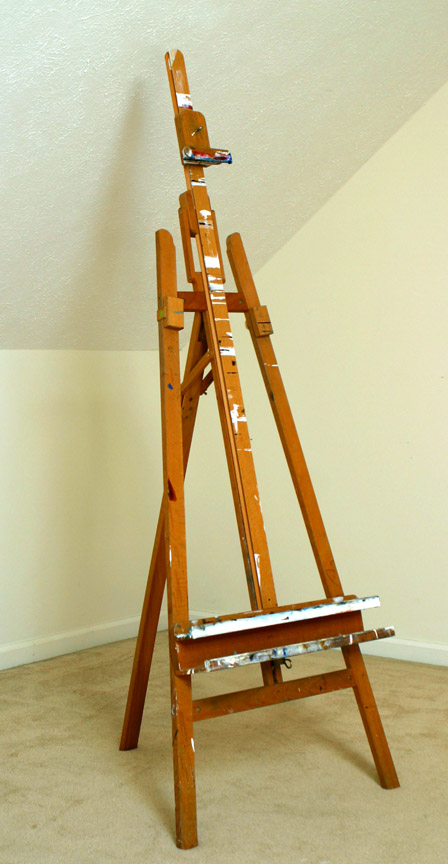
Malířský stojan

Malířský stojan je malířská pomůcka, která slouží malířům a výtvarníkům při ručním malování obrazů.
Malířské stojany se rozdělují podle konstrukce na stojany typu A (na obrázku) a stojany typu H. U typu A se jedná se obvykle o větší dřevěnou třínožku, na níž je připevněn držák pro malířské plátno. U typu H, který je stabilnější, má podstavec tvar písmene H. Na dvou svislých nosnících se pohybuje výškově nastavitelný držák pro plátno nebo jinou podložku. Malíř při malbě obrazu stojí před stojanem, na němž je upevněno plátno, v jedné ruce pak drží např. štětec, uhel, pastel apod., v druhé může držet malířskou paletu, hubku, gumu apod.
Dle užití se dělí na ateliérové (typ H i A) , polní (typ A skládací), stolní (menší typy A i H) a konstrukčně zjednodušené prezentační/dekorativní.
Obvyklý materiál na stojany je bukové, u levnějších smrkové dřevo.